# マリノアン氷期
マリノアン氷期（マリノアンひょうき）は、約6億5000万年前から6億3230 ± 590万年前まで続いた、世界規模の氷河時代。新原生代のクライオジェニアン紀に発生した。氷河はおそらく全球を被覆し、スノーボールアースと呼称される事象が発生した。氷河時代の終わりは赤道付近の永久凍土から放出されたメタンにより加速した可能性がある。

## 語源と用語の歴史
名称は南オーストラリア州のAkelaide Geosyncline (Adelaide Rift Complex) の層序用語から派生しており、アデレード郊外に位置するMarianoにちなむ。マリノアン統という用語は1950年にダグラス・モーソンとレッグ・スプリッグの論文で命名され、アデレード地域の新原生代の岩石とBrighton石灰岩の最上部からカンブリア系基底までの全ての地層を包含するものとして扱われた。対応する地質時代であるマリノアン世は現在の用語における中部クライオジェニアンから最上部エディアカランに割り当てられる。モーソンはマリノアン世の氷河時代を認識し、地質学的証拠を発見したElatina Tillite（現在のElatina累層）にちなんでElatina氷期とした。しかし、先に発生したスターティアン氷期がスターティアン世の氷河時代であったことから、マリノアン世に起きたElatina氷期よりもマリノアン氷期という語が一般的に用いられるようになった。
マリノアン氷期という語は、モーソンが南オーストラリア州で発見したElatina氷期に直接・間接を問わず対応する全ての氷河時代に対し、世界的に用いられるようになった。なお、世界的な相関関係の不確かさと、エディアカラ紀の氷河時代（ガスキエス氷期）も広範なマリノアン世に含まれることから、南オーストラリア州ではElatina氷期という用語に戻す動きが出ている。

## クライオジェニアンのスノーボールアース
新原生代の地球は氷河に複数回被覆されたことが明らかになっている。新原生代後期には、3回あるいは4回の主要な氷河期があった。これらの氷河期は「スノーボールアース」と呼ばれ、地球は厚さ1 - 2キロメートルの氷に被覆されていたと考えられている。
マリノアン氷期における特徴的な氷河の堆積物は地球が史上最も厳しい氷河期にあったことを示す。氷河はリズミカルに成長と後退を繰り返し、赤道付近まで到達した可能性がある。地球全域を覆った氷は大気中に蓄積した莫大な二酸化炭素の温室効果により融解した。

## 地質学的証拠

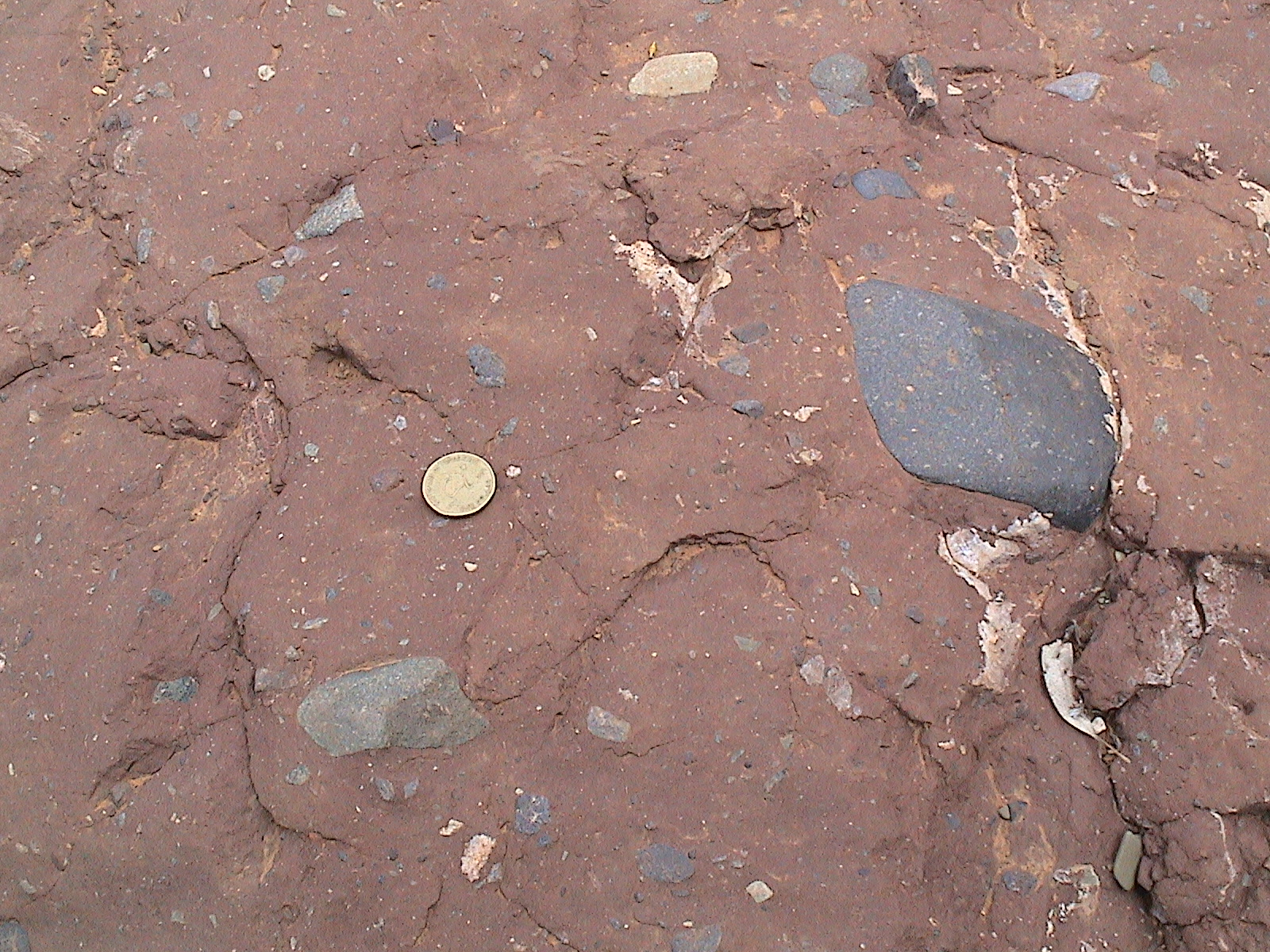
南オーストラリア州フリンダース山脈自然公園のエディアカラ紀の国際標準模式層断面及び地点(GSSP)サイト下のElatina累層のダイアミクタイト。スケールは1豪ドル硬貨。

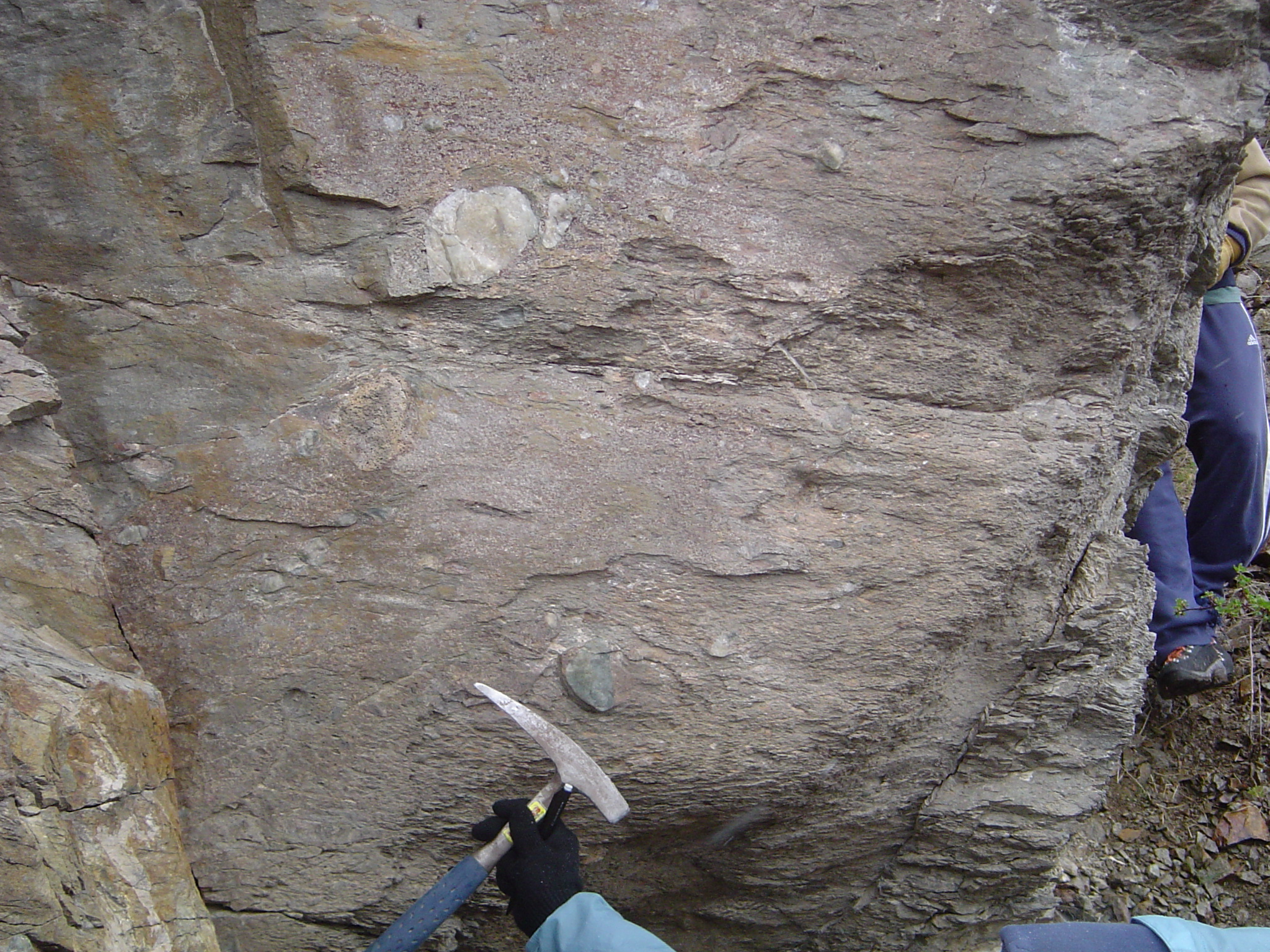
スノーボールアースのタイプ堆積物である、新原生代のPovatello累層のダイアミクタイト

地殻変動を通して多くの地質学的証拠が失われているものの、フィールド調査からは中華人民共和国・スヴァールバル諸島・南オーストラリアの証拠が得られている。中国の湖北省三峡地域の氷礫岩の直上の凝灰岩はジルコンを含有しており、放射年代測定が可能である。また貴州省でも氷河性堆積物層と共にジルコン鉱物を含む火山灰層が見られており、絶対年代が測定できる。南オーストラリア州の氷河性堆積物はおおよそ同じ時代（約6億3000万年前）であり、同様の安定炭素同位体・鉱物堆積物（堆積性重晶石含む）および他の異様な堆積構造に基づいて断定された。層厚7キロメートルにおよぶスヴァールバル諸島北東部の新原生代の地層の最上部1キロメートルに位置するダイアミクタイトに富んだ2つの層は、マリノアン氷期の最初と最後のフェーズにあたる。
陡山沱層は中国揚子地塊のエディアカラ系の大部分を占め、その最下部の第1部層はキャップカーボネートを含む苦灰岩から構成される。キャップカーボネートは温暖化により氷が融解した際、大気中の高濃度の二酸化炭素が海水に溶け込み、炭酸塩鉱物として沈殿して形成されたものである。陡山沱層の第1部層は層厚約5m未満で、世界的にも3m程度のキャップカーボネートがマリノアン氷礫岩を被覆している。